# Oxdjur
Oxdjur (Bovinae) är en underfamilj i ordningen partåiga hovdjur.
Oxdjur är jämförelsevis stora djur, de största arterna når en vikt upp till 1000 kg. Hannar har nästan raka horn och är tydligt större än honorna. Hos några arter i släktgruppen Bovini och i släktet Taurotragus har även honor horn, men de är mindre än hanarnas horn. Oxdjur har inte som många andra slidhornsdjur körtlar under ögonen. Istället finns doftkörtlar vid afterklöven av de bakre extremiteterna.
Arternas ursprungliga levnadsområde fanns i Eurasien, Afrika och Nordamerika. Några arter blev domesticerade och spridd över hela världen. Å andra sidan är flera vilda arter hotade i beståndet. IUCN listar 3 arter som akut hotade (critically endangered), 6 arter som starkt hotade ("endangered"), 4 arter som sårbara ("vulnerable"), 3 arter som nära hotade ("near threatened") och alla andra som livskraftiga ("least concern").

## Släkten och arter
I underfamiljen skiljs mellan 24 arter fördelade på 9 släkten:
- Släkte: Bison
  - Bisonoxe B.bison
  - Visent B.bonasus
- Släkte: Bos
  - Nötboskap Bos taurus
    - sebu (B. t. indicus) och stamformen uroxe

  - Jak B.mutus
  - Banteng B.javanicus
  - Kouprey B.sauveli
  - Gaur B.gaurus
- Släkte: Boselaphus
  - Nilgau B.tragocamelus
- Släkte: Bubalus
  - Vattenbuffel B.arnee
  - Låglandsanoa B.depressicornis
  - Dvärganoa B.quarlesi
  - Tamarau B.mindorensis
- Släkte: Syncerus
  - Afrikansk buffel
- Släkte: Taurotragus
  - Jätteeland T.derbianus
  - Elandantilop T.oryx
- Släkte: Tetracerus
  - Fyrhornsantilop T. quadricornis
- Släkte: Tragelaphus
  - Sitatunga T. spekii
  - Nyala T. angasii
  - Buskbock T.scriptus
  - Mindre kudu T. imberbis
  - Större kudu T. stepsiceros
  - Bergsnyala T.buxtoni
  - Bongo T. eurycerus
- Släkte: Pseudoryx
  - Vietnamantilop P.nghetinhensis